# Cathédrale de l'Assomption de Białystok
Pour les articles homonymes, voir Cathédrale de l'Assomption et Cathédrale Notre-Dame-de-l'Assomption.
Cette cathédrale de l'Assomption (ou cathédrale de l'Assomption de la Bienheureuse Vierge Marie) située à Bialystok, en Pologne, est l'église principale de l'archidiocèse de Białystok.

## Galerie

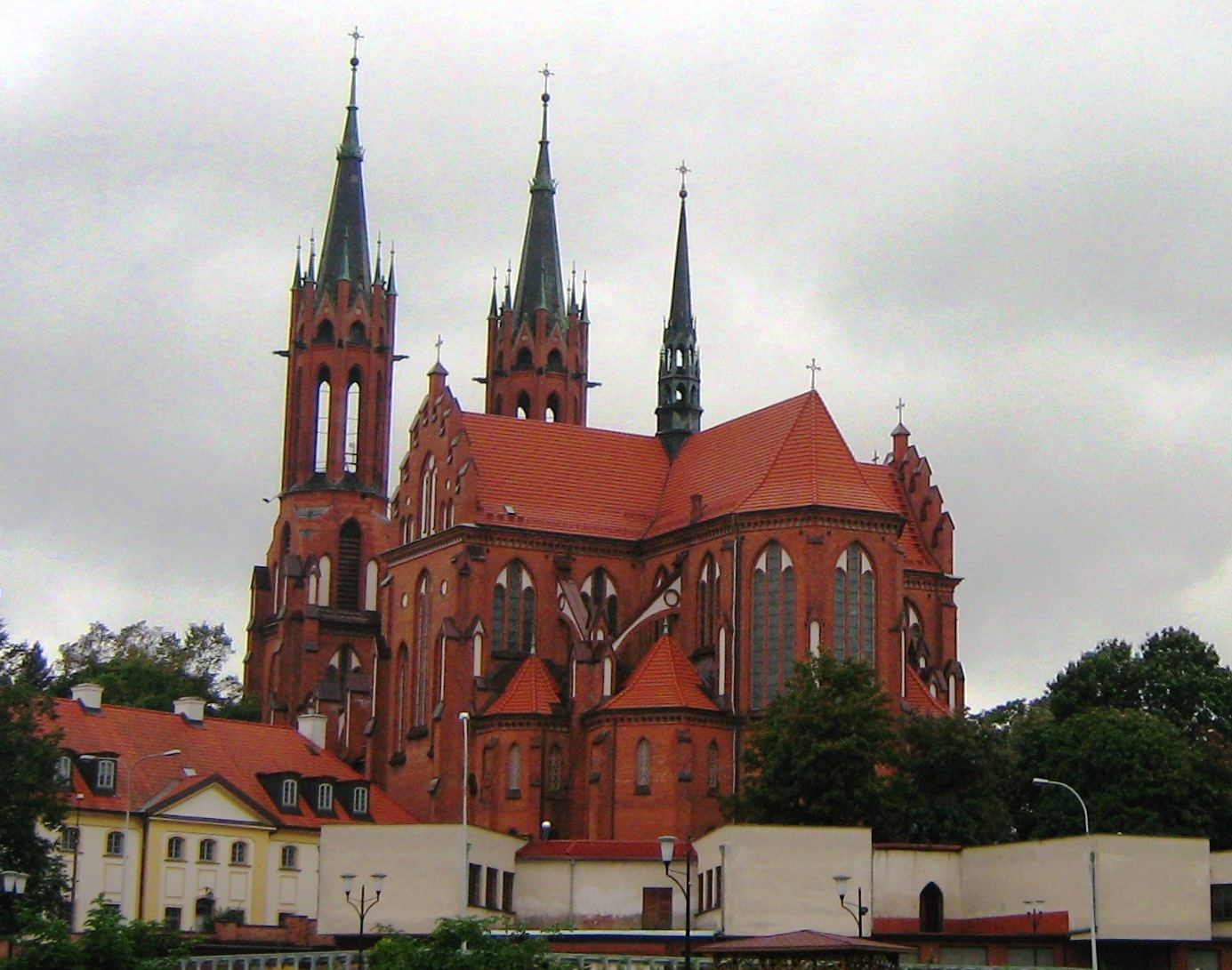
La cathédrale vue du côté chœur.
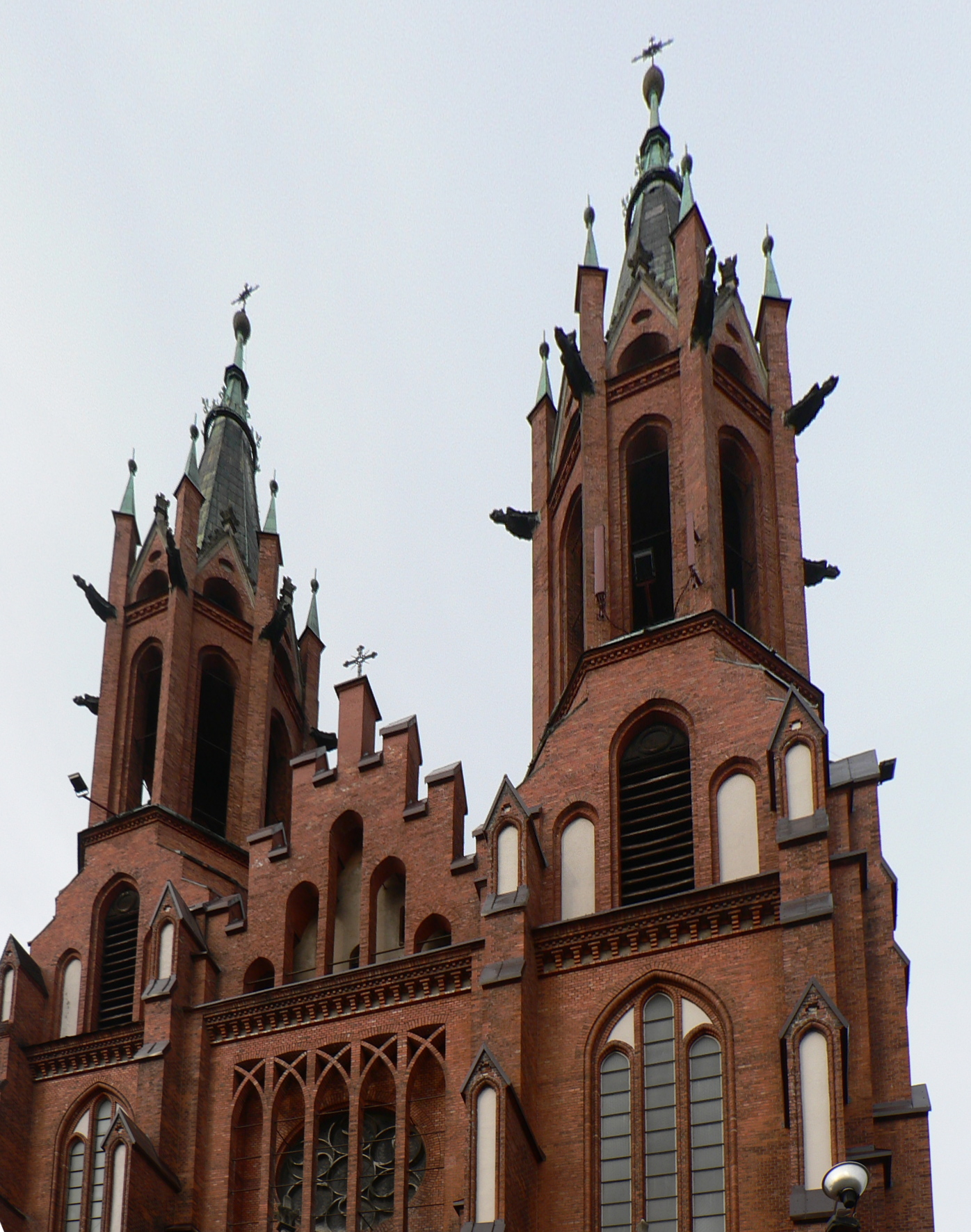
Les tours de la cathédrale.
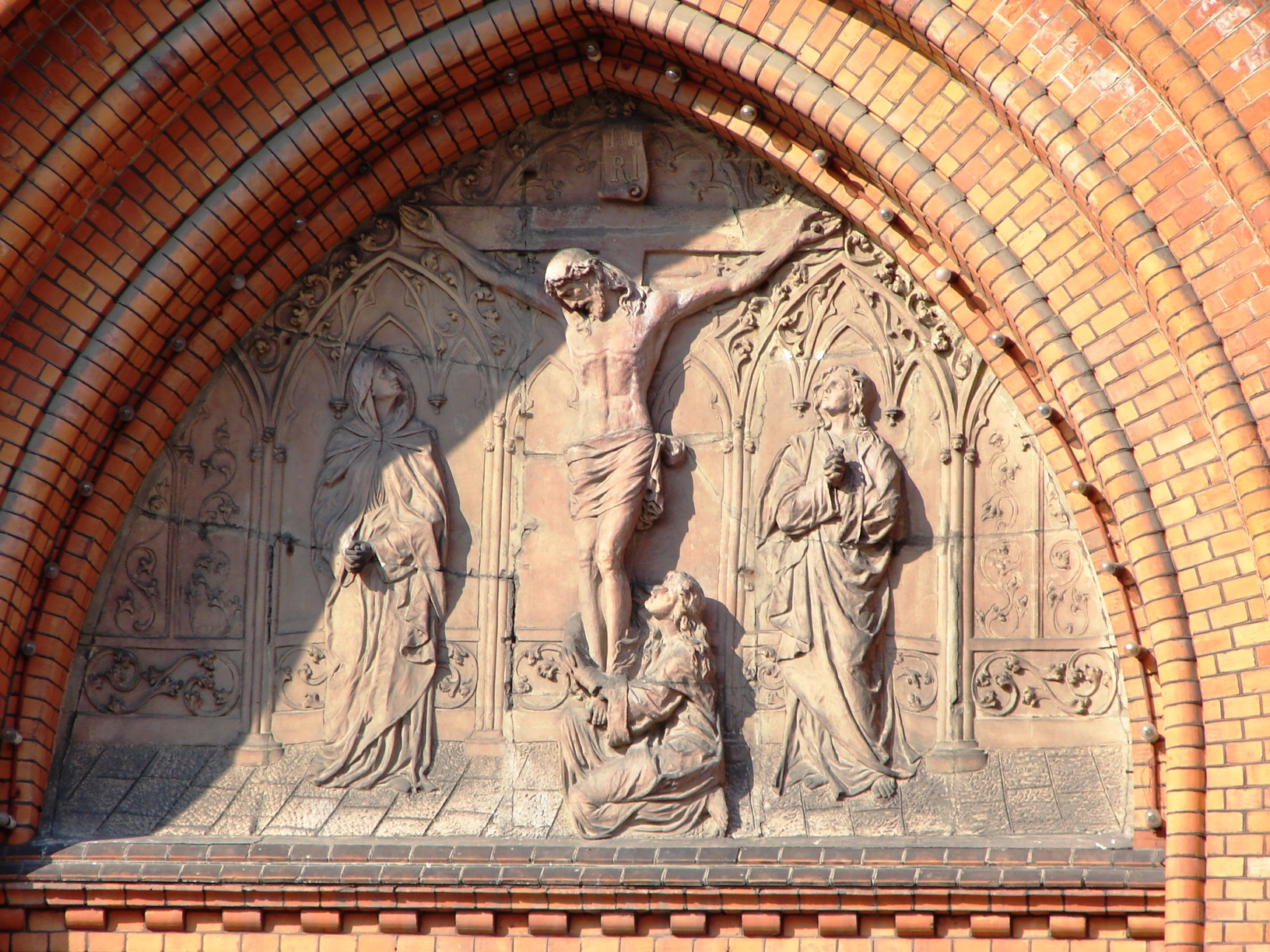
Tympan de l'entrée principale.
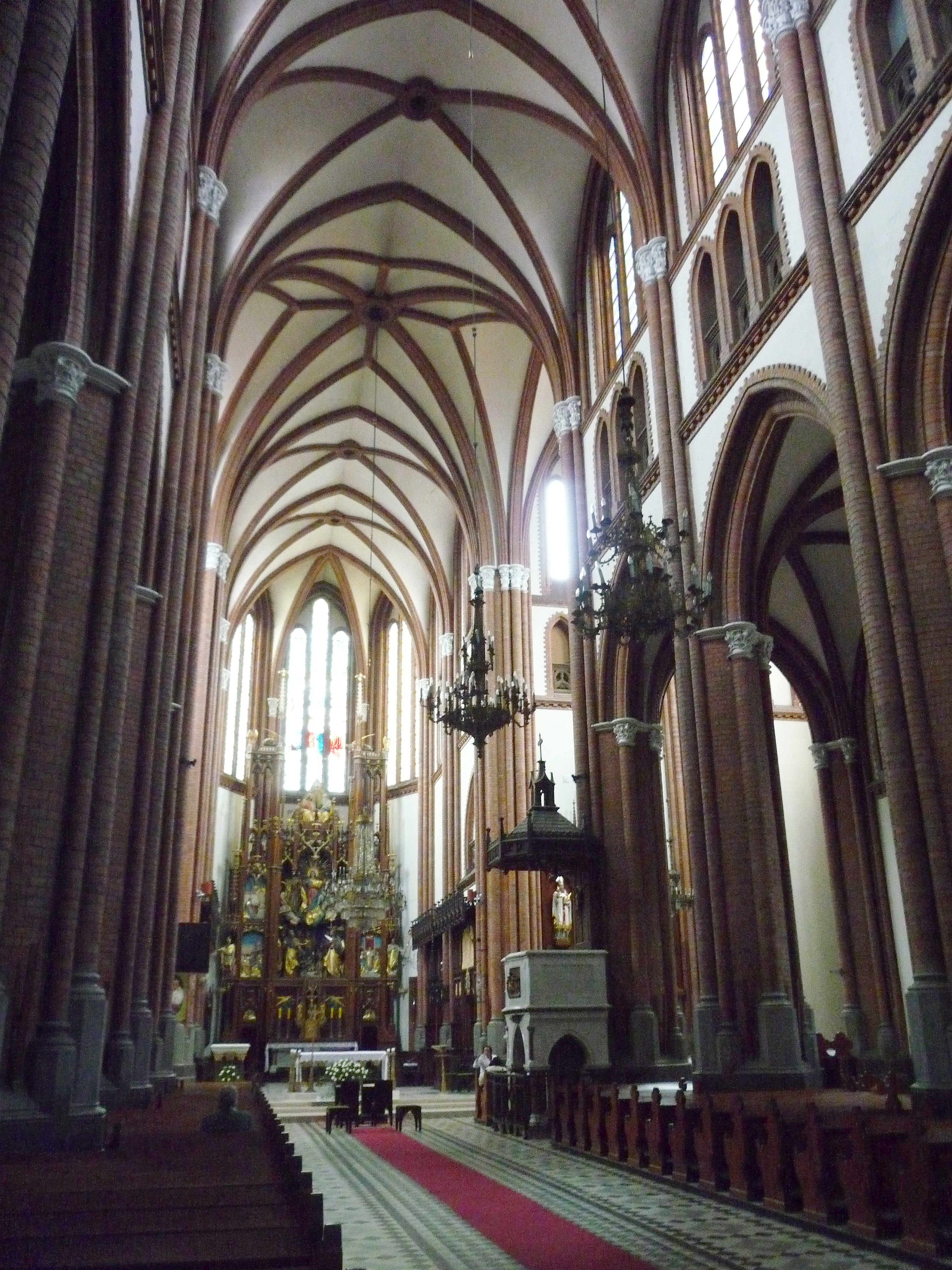
Nef centrale.
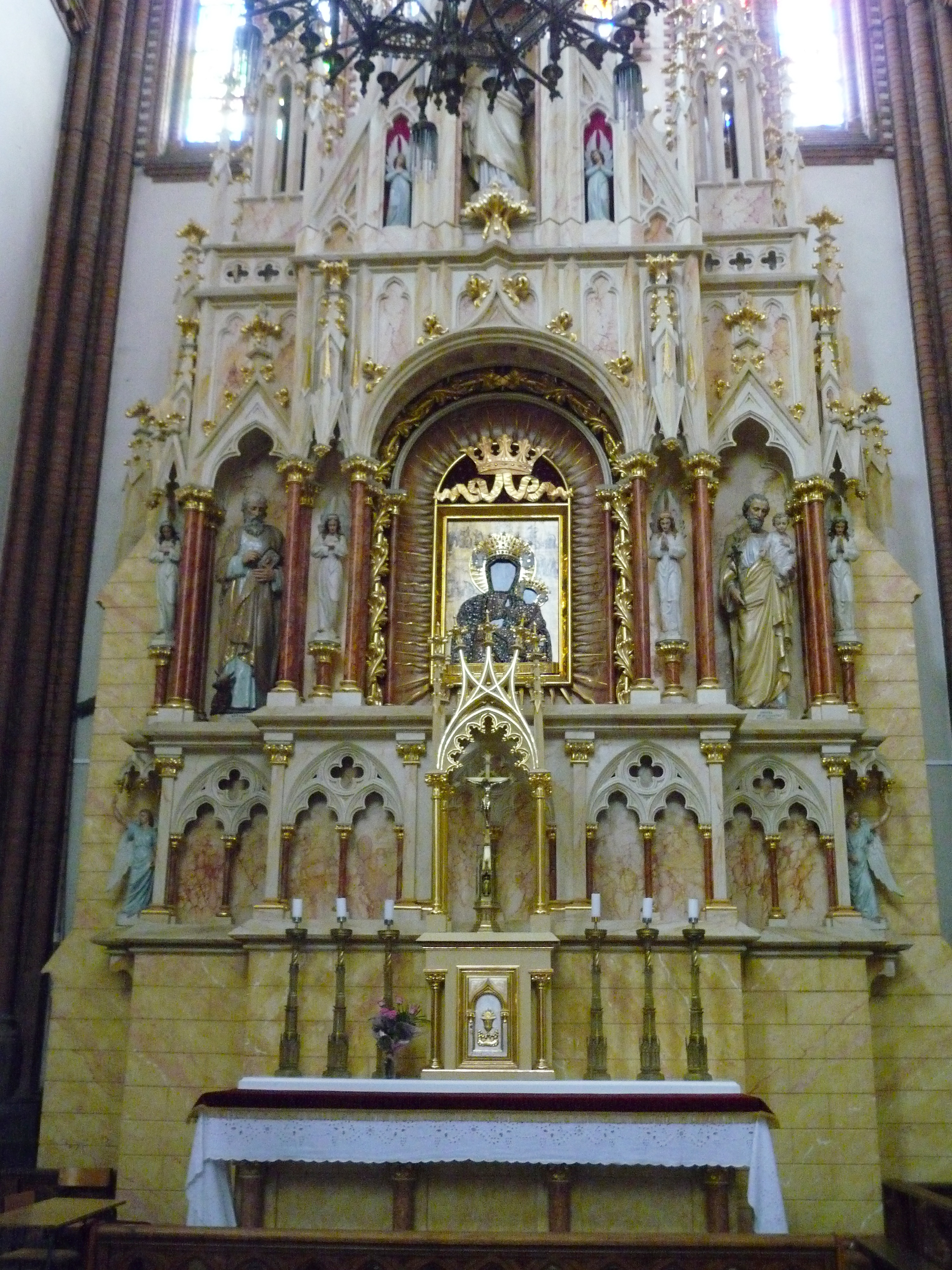
Maître autel.
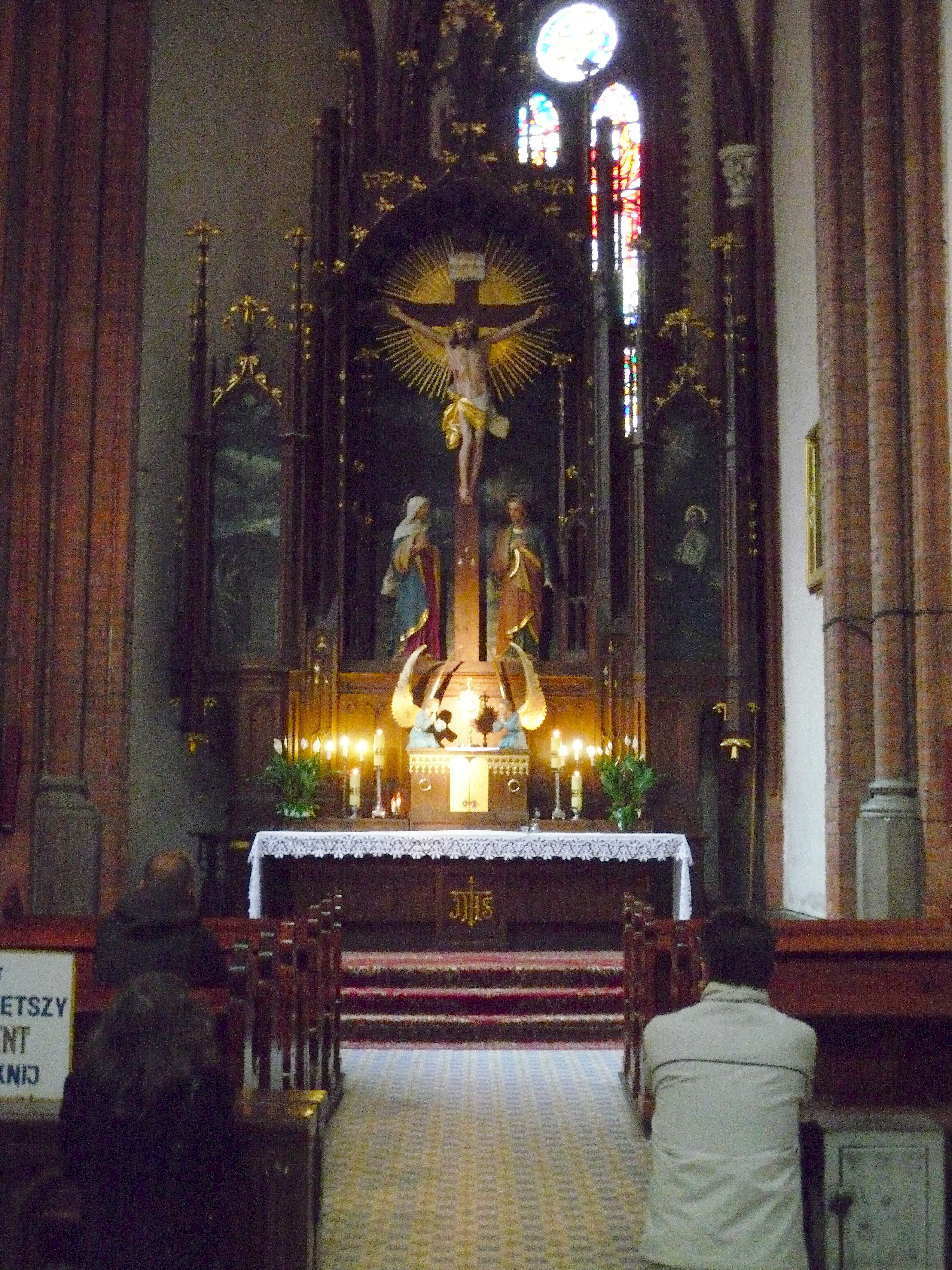
Chapelle latérale.